# Montevideo (stad)
Montevideo is de hoofdstad van Uruguay. De stad ligt op de noordoever van het estuarium van de Río de la Plata, dat ter plaatse 100 kilometer breed is en verder oostwaarts zelfs meer dan 200 km. Het aantal inwoners bedraagt circa 1,4 miljoen, bijna de helft van de totale landsbevolking (3,4 miljoen inw. in 2020). In de gehele metropool (inclusief de departementen Canelones en gedeeltes van San José) wonen 1,6 miljoen mensen. In Uruguay worden gebieden die buiten dit gebied liggen het interior, ofwel "binnenland" genoemd.
Montevideo ligt net iets zuidelijker dan de Argentijnse hoofdstad Buenos Aires en is daarmee de zuidelijkst gelegen hoofdstad op het Amerikaanse continent. Montevideo is tevens de hoofdplaats van het gelijknamige departement, het kleinste departement van de in totaal 19 departementen.
Montevideo is het economische centrum van het land. De stad ligt aan een baai een natuurlijk gevormde haven en op de hoofdroute van wegtransport van Buenos Aires naar Porto Alegre in Brazilië. In de stad bevinden zich het hoofdkantoor van de Mercosur en de ALDI. Montevideo is sinds 2015 een UNESCO Literatuurstad.
Het levensniveau in de stad is hoog. Montevideo is de stad met het hoogste levensniveau van Latijns-Amerika en behoort tot de 30 veiligste steden van de wereld.

## Oorsprong van de naam

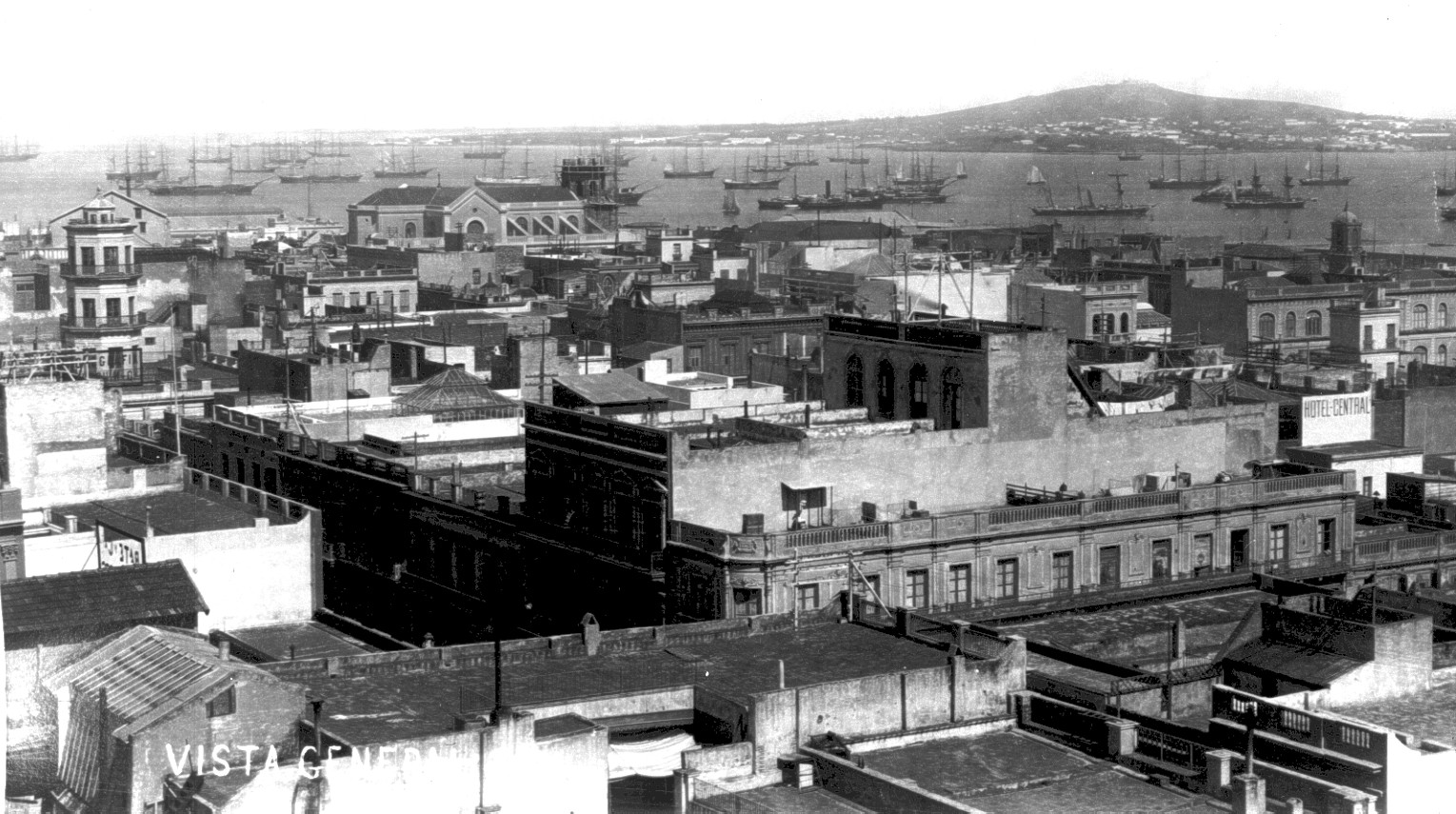
De heuvel van Montevideo op de achtergrond, vanuit de oude stad bekeken (1865)

Er zijn verschillende verklaringen voor de oorsprong van de naam Montevideo. Monte slaat op de heuvel van Montevideo (zie kaartje bij de Geschiedenis van Montevideo, links van de baai). De betekenis van video wordt door historici betwist:
- "Monte Vidi" - bron:Dagboeken van de bootsmaat van de Portugese ontdekkingsreiziger Ferdinand Magellaan, Francisco de Albo, die schreef: "Dinsdag, januari 1520, waren we nabij de Cabo de Santa María (huidige Punta del Este) van waaruit de zanderige kust van west naar oost loopt, waar naast een baai een berg ligt, gelijkend op een sombrero, die we de naam Montevidi gegeven hebben." Dit is het oudste geschreven Spaanstalige document waar gesproken wordt over een naam gelijkend aan de naam die nu gegeven is aan de stad.
- "Monte Yvity Deus" - bron:Yumaranei, boek geschreven door de jezuïet Lucas Marton (1746). In zijn boek wordt eerst uitgelegd waarom de toenmalige kolonisatoren de namen, gegeven door de lokale bevolking, vervingen door zelf bedachte namen gebaseerd op de Europese talen. Vervolgens wordt er gezegd: "We weten dat de mensen die miljoenen jaren geleden naar dit continent kwamen, hun weg leidde naar de berg die ze "Berg van God" noemde en welke als heilig werd aangenomen. Tegenwoordig zegt de inheemse bevolking Yvy’ty (uit het Guarani) "De Geestensberg". Een Portugese vertaler, die de waarheid in ere wilde houden voor het nageslacht, zocht een naam die zowel de moderniteit, alsmede de heilige naamgeving voor de berg combineerde. Monte-Yviti-Deus, een perfecte combinatie van het Portugees en Guarani." Deus is het Portugese woord voor God.
- "Monte vide eu" (Ik zag een berg) – De meest aanvaarde (theoretische) verklaring, die echter door veel experts verworpen wordt door de mix van de vele (toenmalige) dialecten die de uitspraak insluit. Volgens deze versie werd deze uitspraak, wat in het Portugees "ik zag een berg" betekent, gemaakt door een anoniem bemanningslid van een expeditieschip van de al eerder genoemde Ferdinand Magellaan, uitkijkend naar de berg.
- "Monte-VI-D-E-O" (Monte  VI de Este a Oeste, Zesde berg van oost naar west) – In deze (theoretische) versie wordt gezegd dat de Spanjaarden hun geografische situatie noteerden op een kaart, waarbij de heuvel van Montevideo de zesde heuvel was die ze zagen, de Río de la Plata opvarend van oost naar west. Door de loop der tijd bleef deze notatie bestaan en werd afgekort tot Montevideo. Deze benaming is nooit bewezen en men heeft ook geen bewijzen hier voor gevonden. Ook is nooit uitgezocht welke dan de vijf voorafgaande heuvels zouden zijn geweest.
- "Monte Ovidio" (Monte Santo Ovidio, berg van de heilige Ovidius) – Deze meer theologische verklaring heeft nooit veel aanhangers gekend. Volgens een interpolatie uit het zeemansdagboek van Fernando de Albo, wordt de berg gelijkend op een sombrero onterecht Santo Vidio genoemd. Ovidio was de derde bisschop van de Braga, die daar steeds werd aanbeden en voor wie een monument werd opgericht in 1505. Gegeven dat de Portugezen altijd veel bezig waren met de oorsprong van de stad Montevideo (ontdekking en stichting) en ondanks het ontbreken van afdoende bewijsmateriaal voor deze hypothese, zijn er toch die de naam Santo Ovidio of Vidio, die ook op enkele 16e-eeuwse kaarten voorkomt, relateren aan de oorsprong van de huidige naam Montevideo.

## Geschiedenis

### Vroege geschiedenis
Juan Díaz de Solís, een Spaanse ontdekkingsreiziger, bezocht in 1516 de gebieden die nu Montevideo zijn. Hij ontmoette daar de lokale bevolking, de Charrúa, die hem, volgens verklaringen van overlevende bemanningsleden, na deze ontmoeting vermoordde.

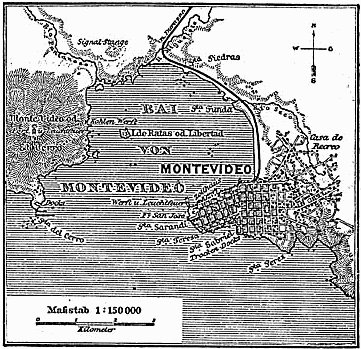
Montevideo kaart c.1888

Tussen 1680 en 1683 stichtten de Portugese kolonisten uit Brazilië verschillende nederzettingen aan de Rio de la Plata om de Spanjaarden uit te dagen. Montevideo ligt net zoals Colonia del Sacramento tegenover Buenos Aires, toentertijd een grote Spaanse nederzetting. Echter, de Spanjaarden hadden geen enkele intentie om de Portugezen uit deze gebieden te verdrijven tot 1723, toen de Portugezen hun positie in de regio versterkten. Een door de toenmalige Spaanse gouverneur van de provincie Buenos Aires, Bruno Mauricio de Zabala, georganiseerde expeditie veroorzaakte het gedwongen vertrek van de Portugezen uit hun in 1724 gebouwde fort. Vervolgens gingen er meteen zes families uit Buenos Aires in de stad wonen, daarna was er een grote toestroom immigranten van de Canarische Eilanden. Montevideo werd op 24 december 1726 gesticht als stad door de Spanjaarden onder de naam San Felipe y Santiago de Montevideo, wat al snel werd afgekort tot Montevideo. Van 1790 tot 1804 werd aan de Plaza de la Constitución een bakstenen kerk gebouwd.

### 19e eeuw tot heden
Vanaf het begin van de negentiende eeuw heeft de stad veel geleden onder belegeringen en bombardementen door het Verenigd Koninkrijk, Spanje, Portugal, Brazilië en Argentinië. Tussen 1838 en 1851 werd de stad herhaaldelijk aangevallen door de Argentijnse dictator Juan Manuel de Rosas. Na de val van Rosas in 1851 was er snel economisch herstel. In 1860 telde de stad 37.787 inwoners. In 1884 was het inwonertal al opgelopen tot 104.472, waaronder talrijke buitenlanders. In die tijd was handel de enige bron van bestaan voor de stad, die rivaliseerde met het aan de zuidoever van het estuarium gelegen Buenos Aires. De Britten bouwden tussen 1860 en 1911 een uitgebreid spoorwegnet dat de stad met het achterland verbond. Zij gebruikten Montevideo om de greep van Argentinië en Brazilië op de handel te omzeilen.

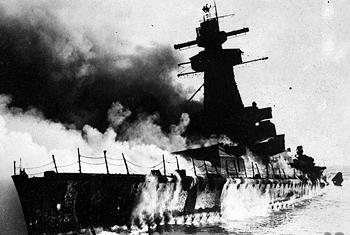
Graf Spee tot zinken gebracht

In het begin van de twintigste eeuw emigreerden veel Europeanen (met name Italianen en Spanjaarden) naar Montevideo, en in 1908 was 30% van de bevolking in het buitenland geboren. Gedurende het midden van de twintigste eeuw ging de stad achteruit als gevolg van een militaire dictatuur en economische stagnatie. Montevideo heeft zich hiervan nooit meer geheel hersteld. Dit werd versterkt door de inflatie eind jaren 90 in Zuid-Amerika die ook Montevideo als economisch middelpunt van Uruguay hard trof. Veel van de arme inwoners wonen in zogenaamde conventillos, grote huizen waar meerdere families samenleven.

### Graf Spee
Aan het begin van de Tweede Wereldoorlog zocht het Duitse slagschip Admiral Graf Spee, dat in het zuidelijk deel van de Atlantische Oceaan voer om koopvaardijschepen aan te vallen en zo de handel te verstoren, op 13 december 1939 zijn toevlucht in de neutrale haven van Montevideo na een gevecht met Britse kruisers. Voor de keus gesteld tussen hernieuwde zeegevechten met de Britten, of internering in Uruguay, bracht de bemanning het schip op 17 december 1939 voor de kust bij Montevideo in het estuarium tot zinken.

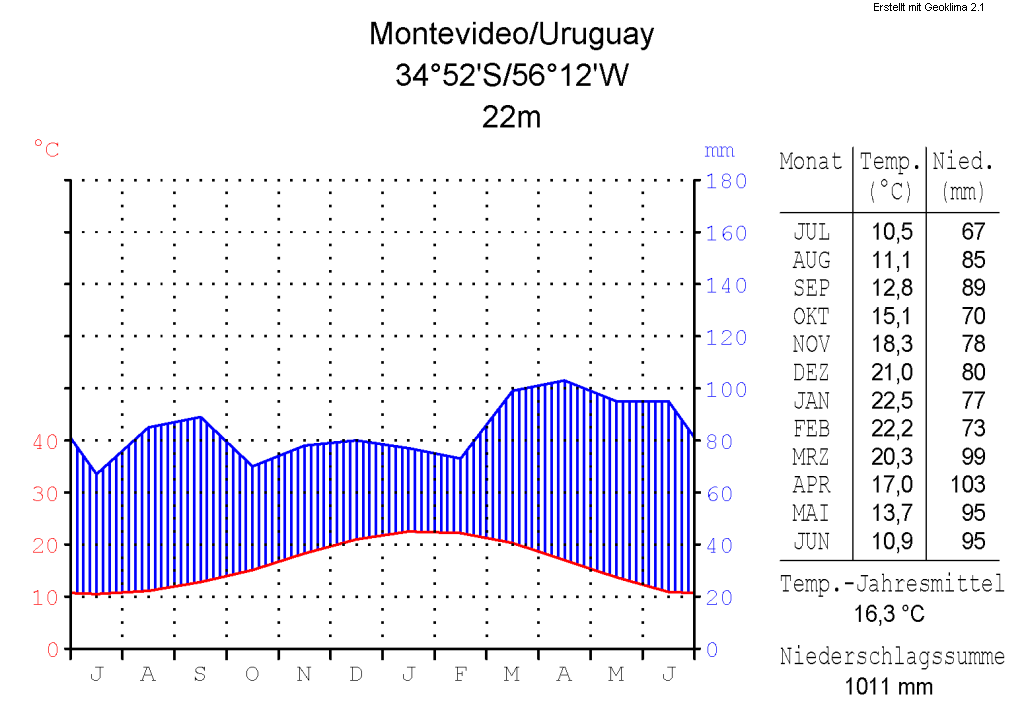
Klimaattabel

## Klimaat
Montevideo kent een typisch warm zeeklimaat (Köppen Cfa). Dit is een vochtig subtropisch klimaat.
De zomer begint in Uruguay in december en duurt ongeveer tot en met maart. De zomer is warm maar aangenaam met een gemiddelde temperatuur van 25-30 graden, maar uitschieters tot 40 graden. Aan de kust waait doorgaans een matige wind. De winters in Uruguay zijn mild. De gemiddelde temperatuur in de winter is 3-5 graden. Het gemiddelde aantal zonuren ligt tussen de 5 en 6 uur per dag. Juli tot en met september zijn de koudste maanden in Uruguay.

## Wijken in Montevideo
| 1. Ciudad Vieja 2. Centro 3. Barrio Sur 4. Aguada 5. Villa Muñoz 6. Cordón 7. Palermo 8. Parque Rodó 9. Tres Cruces 10. La Comercial 11. Larrañaga 12. La Blanqueada 13. Parque Batlle, Villa Dolores 14. Pocitos 15. Punta Carretas 16. Unión 17. Buceo 18. Malvín 19. Malvín Norte 20. Parque Guaraní, Las Canteras 21. Punta Gorda | 1. Carrasco 2. Carrasco Norte 3. Bañados de Carrasco 4. Flor de Maroñas 5. Maroñas, Parque Guaraní 6. Villa Española 7. Ituzaingó 8. Castro (of Pérez) Castellanos 9. Mercado Modelo, Bolivar 10. Brazo Oriental 11. Jacinto Vera 12. La Figurita 13. Reducto 14. Capurro, Bella Vista 15. Prado 16. Atahualpa 17. Aires Puros 18. Peñarol 19. Belvedere 20. La Teja 21. Tres Ombúes, Pueblo Victoria | 1. Cerro 2. Casabó, Pajas Blancas 3. La Paloma, Tomkinson 4. Paso de la Arena 5. Nuevo París 6. Conciliación 7. Sayago 8. Peñarol, Lavalleja 9. Colón Centro y Noroeste 10. Lezica, Melilla 11. Colón Sudeste, Abayubá 12. Manga, Toledo Chico 13. Casavalle 14. Cerrito 15. Las Acacias 16. Jardines del Hipódromo 17. Piedras Blancas 18. Manga 19. Punta de Rieles, Bella Italia 20. Villa García, Manga Rural |

## Transport

### Naar de stad

#### Transnationaal
Montevideo is verbonden via verschillende (snel)wegen met de rest van het land. Naar het oosten toe lopen de wegen nummer 10 (Maldonado, Rocha, Porto Alegre (Brazilië)) en 8 (Minas, Treinta y Tres en Melo), naar het noorden de wegen 7 (Melo), 6, 5 (Canelones, Florida, Durazno, Tacuarembó en Rivera) en naar het westen de weg 1 (Colonia del Sacramento). Aangezien het kleine aantal spoorwegen niet gebruikt wordt voor personenvervoer (in ieder geval buiten de metropool) vindt sinds de opheffing van de laatste interlokale tramlijn 
op 14 april 1957 naar La Barra de Santa Lucia al het openbaar vervoer naar de stad toe plaats via (commerciële) buslijnen. Vanuit alle grote plaatsen vertrekken er (meermaals) dagelijks een bus van en naar Montevideo. Deze bussen komen aan op het grote busterminal Tres Cruses, genoemd naar het nabijgelegen plein.

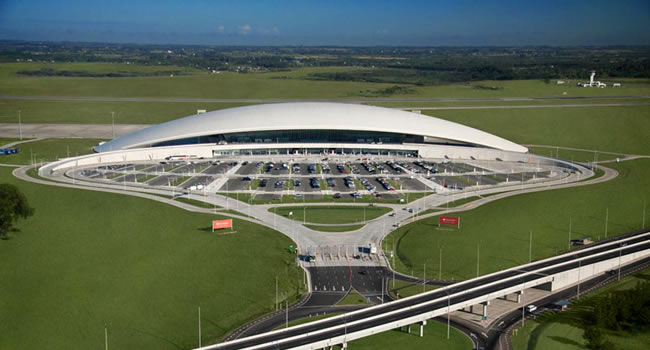
Carrasco International Airport

#### Internationaal
Vanuit andere landen zijn er twee manieren (buiten via de weg) mogelijk om naar de stad te reizen. Ten eerste is er het nabijgelegen Carrasco International Airport, de internationale luchthaven waar vanuit verschillende bestemmingen naar gevlogen kan worden. Ten tweede kan men vanuit Buenos Aires een boot nemen naar Colonia del Sacramento en dan verdergaan met de bus. Deze veerdienst is uitsluitend bedoeld voor passagiers zonder eigen voertuig, de bus is door dezelfde organisatie geregeld. Dagelijks reizen er honderden reizigers van en naar Montevideo op deze manier. In totaal duurt deze reis 3 uur, 2 te bus en 1 met de boot. Deze bus komt ook aan op Tres Cruses.

#### Spoor
Het historische 19e-eeuwse General Artigas Central Station in de barrio Aguada werd op 1 maart 2003 gesloten. Een nieuw station, 500 meter ten noorden van het oude en onderdeel van een complex van de telecommunicatietoren, heeft het treinverkeer overgenomen.

### In de stad

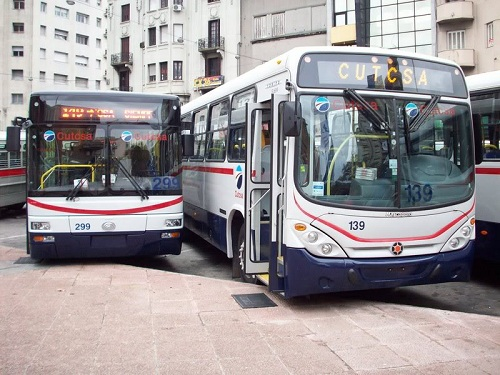
Bussen in Montevideo

Tot 1956 kende Montevideo een tramnet. De laatste zeven overgebleven stadstramlijnen (9, 10, 11, 12, 28, 55, 61) reden op 17 november 1956 voor het laatst.
Sindsdien is in de stad de bus het enige openbaar vervoermiddel. Montevideo kent een uitgebreid netwerk van buslijnen die door de gehele metropool heen lopen. De bussen geven, samen met de zwart-gele taxi's, het typische straatbeeld van de stad. Er zijn meerdere bedrijven die de lijnen beheren.

## Sport
Montevideo is de sporthoofdstad van het land. Van de 16 clubs in de Primera División komen er 14 uit de stad. De grootste twee clubs zijn Nacional en Peñarol, de grote twee van Uruguay en twee van de belangrijkste voetbalclubs in Zuid-Amerika, die gezamenlijk al 81 keer (van de 103) het landskampioenschap wonnen. Andere grote clubs uit de stad zijn:
- Bella Vista
- Central Español
- Danubio
- Defensor Sporting
- Progreso
- Rampla Juniors
- River Plate
- Wanderes

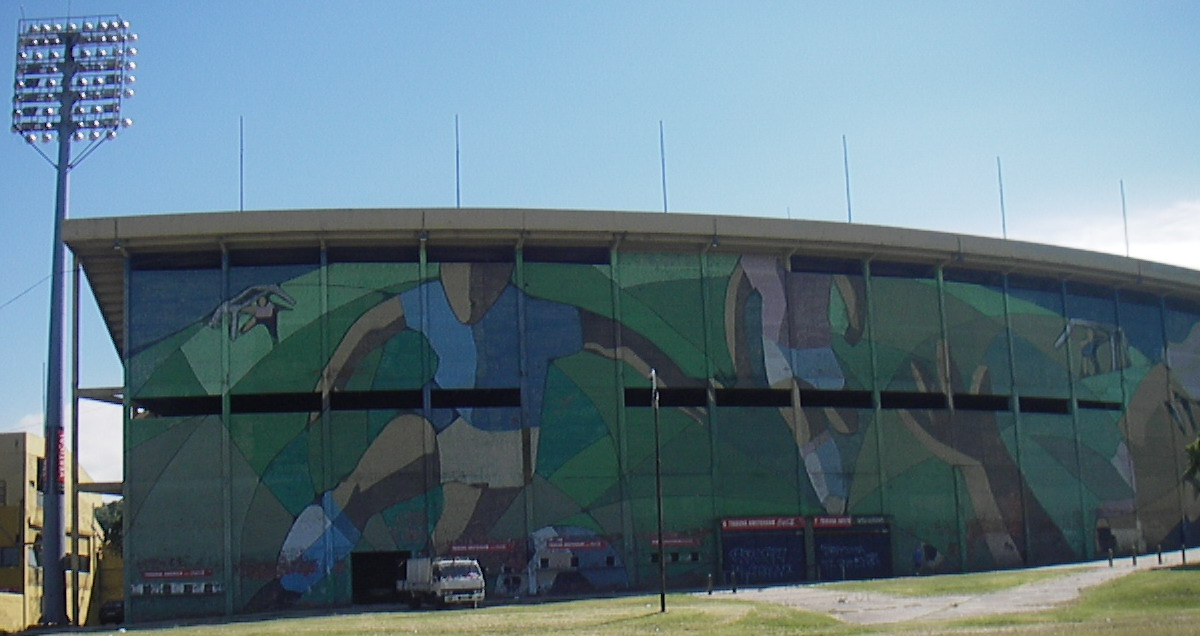
Estadio Centenario van buiten

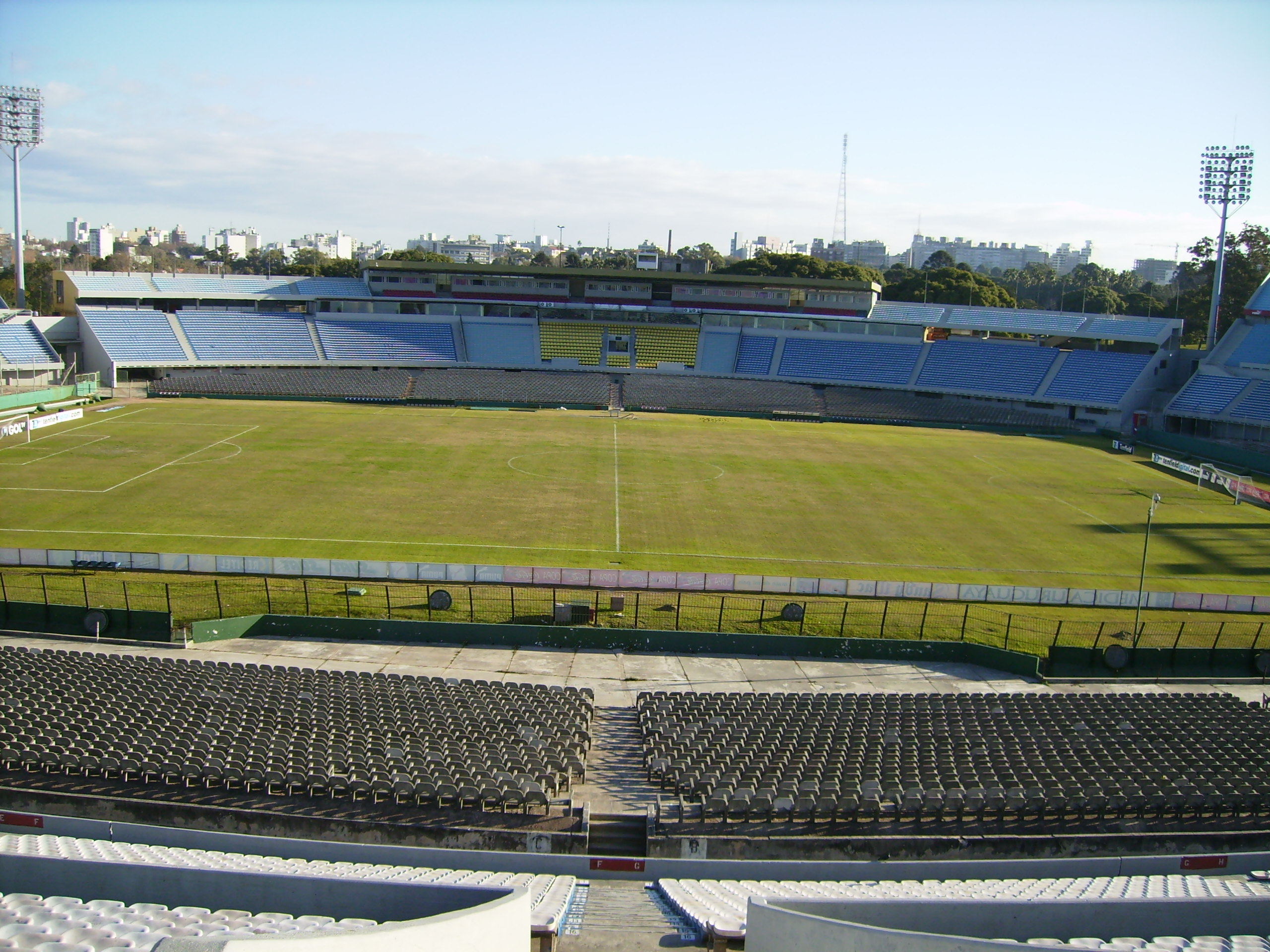
Estadio Centenario van binnen

Door het grote aantal voetbalclubs, de immense populariteit van het spel en de bekendheid van Uruguay als voetbalnatie, zijn er veel voetballers uit Montevideo die hun brood verdien(d)en bij grote clubs in het buitenland (zie voor een overzicht van deze voetballers bij Geboren in Montevideo). Het aantal Uruguayanen bij Europese topclubs is opvallend, het zijn er misschien minder dan hun Argentijnse en Braziliaanse collega's, maar met een populatie van dik 3 miljoen is er wel een percentueel groot aantal.

### WK 1930
In 1930 werd het eerste wereldkampioenschap voetbal gehouden in Uruguay. De enige stad die toen stadions had voor de wedstrijden was Montevideo. Stadions die voor bijna alle wedstrijden gebruikt werden, waren het Gran Parque Central en het Estadio Centenario. In het eerste stadion werd de eerste wedstrijd op een WK óóit gespeeld, in de ander werd de eerste WK-finale gespeeld. Het WK was succesvol voor Uruguay, het werd kampioen door in de finale Argentinië met 4-2 te verslaan. Montevideo stond op zijn kop en er werd gefeest in de straten.
Het Centenariostadion wordt gezien als een voetbaltempel. Het stadion is gebouwd voor de viering van honderd jaar onafhankelijkheid van Uruguay. De naam verwijst hier naar, Centenario betekent zo iets als Honderdjarig jubileum.

## Bezienswaardigheden
Naast het Estadio Centenario zijn er nog meer interessante bezienswaardigheden in Montevideo:

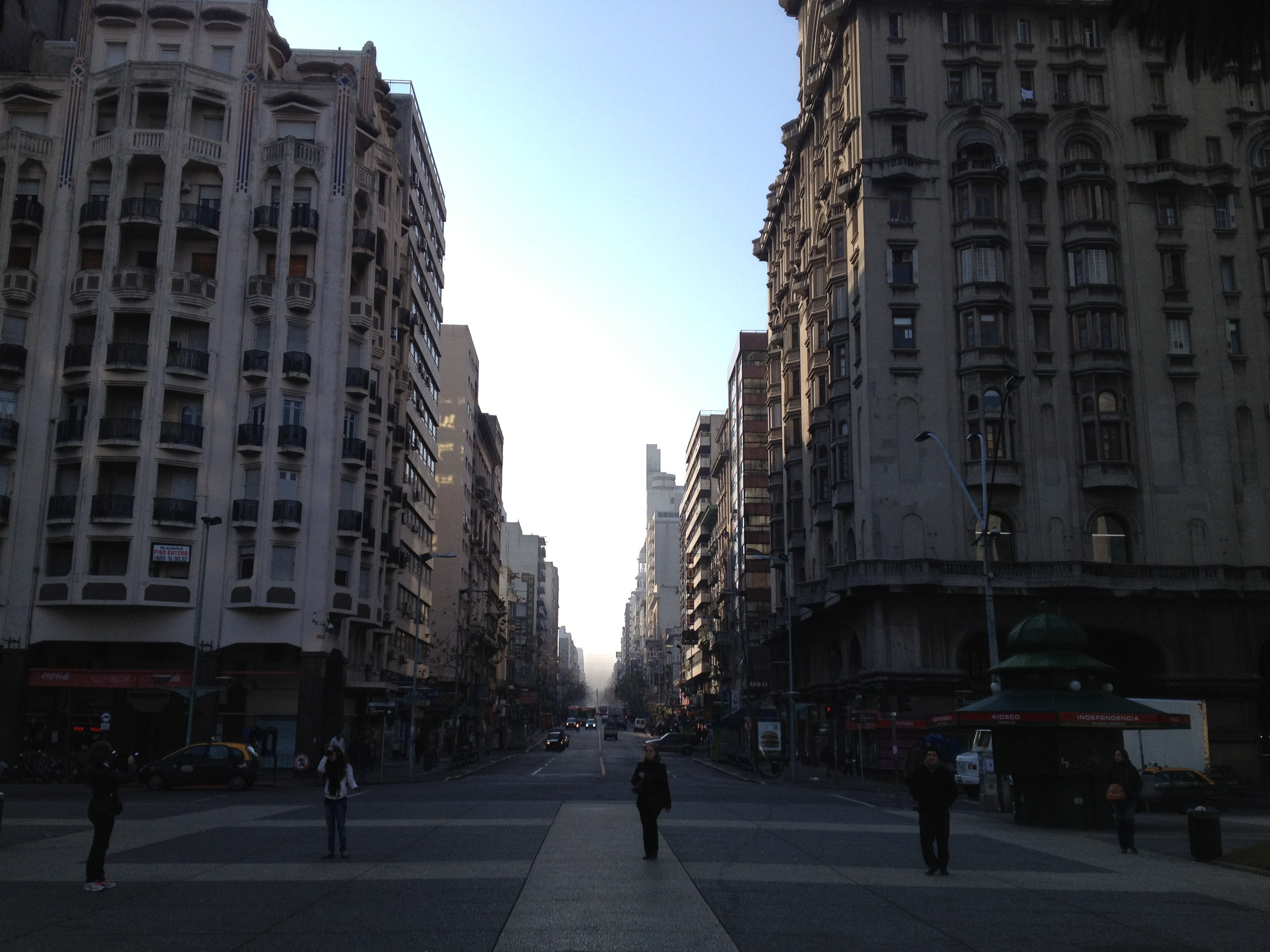
De Avenida 18 de Julio

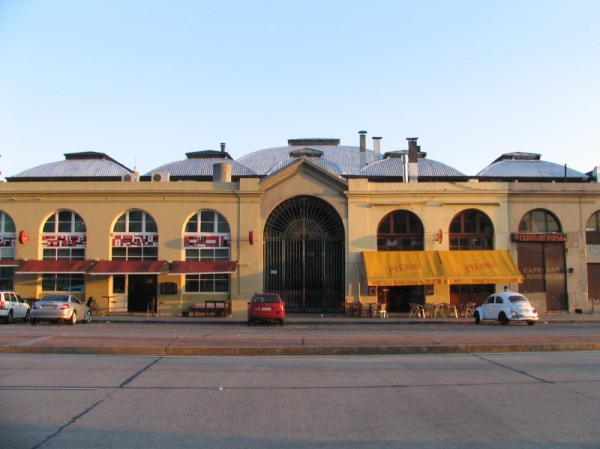
Mercado del Puerto

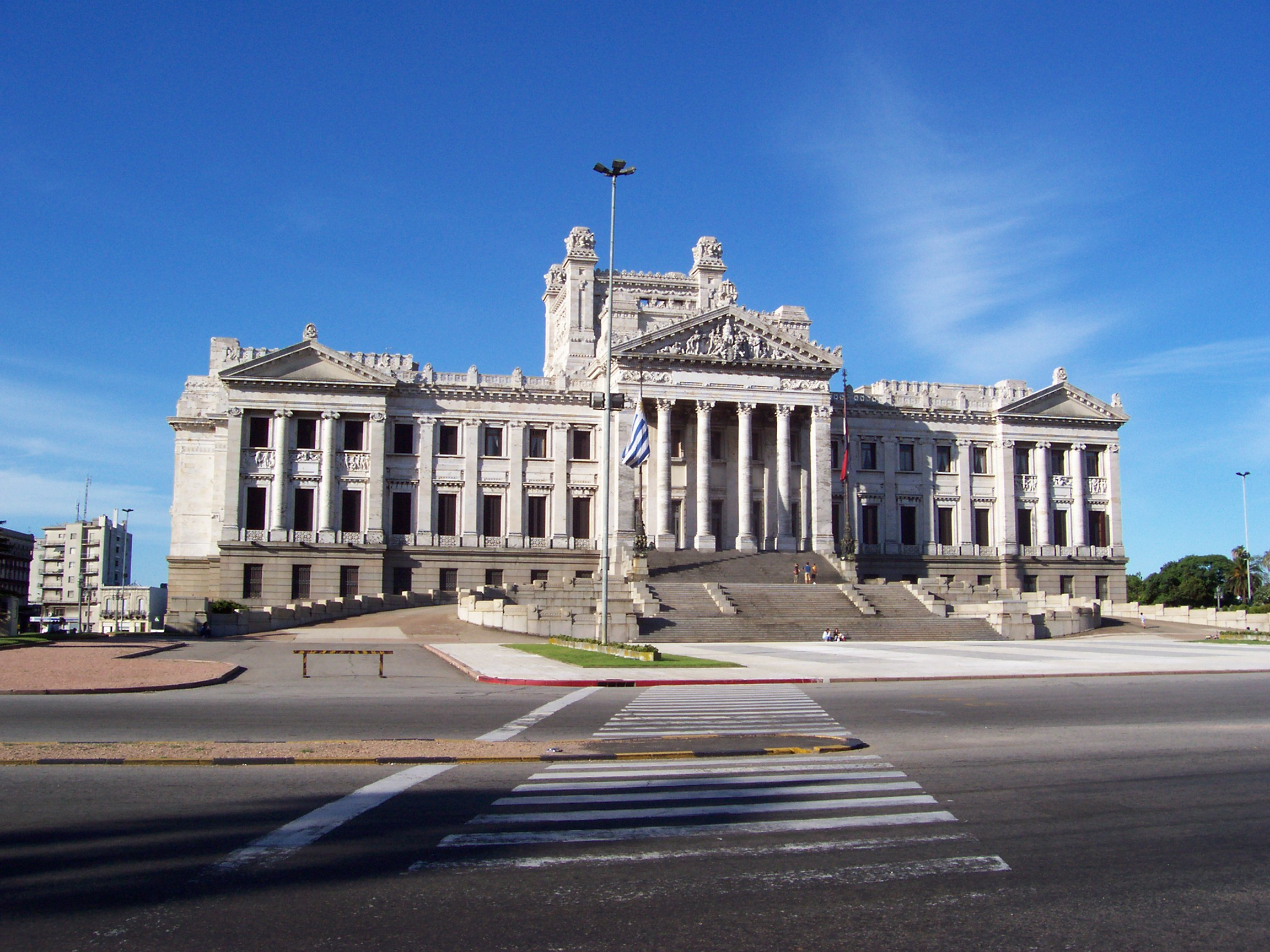
Palacio Legislativo

- De Avenida 18 de Julio (oftewel de Avenue 18 juli) is de hoofdstraat van de stad, waarin men belangrijke historische gebouwen kan vinden. Naast de vele winkels in de 3-kilometer-lange straat, die loopt van Plaza de Independencia naar het Batllepark, staan onder meer het monument van de Gaucho, het gemeentehuis van de stad en het Diázpaleis. De naam van de straat verwijst naar de datum 18 juli 1830, op deze dag werd de eerste Uruguayaanse grondwet getekend. Tot het begin van de twintigste eeuw was de straat het economische centrum van de stad. Na de bouw van grote economische centra in de wijken Pocitos en Carrasco verloor de straat zijn importantie. Vandaag de dag is de straat niet meer het economisch hart dat het was, een aantal winkels zijn gesloten of hebben veel van hun klanten verloren, maar desondanks blijft de straat voor de Montevideanen een belangrijke ontmoetingsplek.
- De Mercado del Puerto[5] ("Havenmarkt") is een voormalige markthal in de haven van de stad (Ciudad Vieja). De hal werd gebouwd door de Spaanse handelaar Pedro Saenz de Zumarán en opgeleverd op 10 oktober 1868, in samenwerking met de toenmalige president van het land, Lorenzo Batlle. De bouw werd gedaan door een bedrijf uit Engeland. Oorspronkelijk was de plek bedoeld als markt, maar al snel vestigden zich verschillende grillrestaurants. Tegenwoordig staat deze hal vol met restaurantjes (voornamelijk asado's) en is het een van de populairste trekpleisters voor toeristen en Montevideanen.
- Het Palacio Legislativo (oftewel Paleis van Justitie), gelegen aan de Avenida de las Leyes, werd gebouwd tussen 1908 en 1925. Op 25 augustus 1925 werd het gebouw in gebruik genomen ter viering van honderd jaar onafhankelijkheid van Uruguay. In het gebouw is de rechterlijk macht van het land gevestigd, los daarvan bevinden er zich ook nog twee aparte kamers binnen het gebouw: een waar in het Huis van Afgevaardigden zit, de ander waar de Senaat zit.Het door de Italiaanse architect Vittorio Meano ontworpen gebouw is sinds 1975 een nationaal monument. Een van de bekendste zalen van het paleis is de "Salón de los pasos perdidos" (de zaal van de verloren wegen) waarin 's lands belangrijkste processen plaatsvonden. Voor het gebouw staan twee grote vlaggenmasten met daaraan de Vlag van Uruguay en de Vlag van Artigas. Elke dag bij zonsopgang worden hier de vlaggen opgehangen, bij zonsondergang naar beneden gehaald door een speciale eenheid van de politie.
- Het Palacio Salvo (Salvopaleis) is een hoog gebouw gelegen aan de Avenida 18 de Julio en Plaza Indepedencia. De toren is 95 meter hoog met daarbovenop nog een antenne van 5 meter. De architect was Mario Palanti, een Italiaanse immigrant wonend in Buenos Aires, wie een gelijk ontwerp gebruikte voor het gebouw als voor het Palacio Barolo in Buenos Aires. In 1925, toen het gebouw af was, was het het hoogste gebouw van Latijns-Amerika. Nu is het gebouw nog de hoogste toren van Zuid-Amerika en het twee na hoogste gebouw van Latijns-Amerika.De originele functie van het gebouw was dat het een hotel zou worden. Dit plan is echter nooit van de grond gekomen, nu zitten er vooral kantoren en privéwoningen. De plek waarop de toren staat gebouwd is beroemd. In 1916 zou hier Gerardo Matos Rodríguez een van de beroemdste tango's van de wereld geschreven hebben, La Cumparsita, in het toenmalige Confitería La Giralda.

|  |  |  |  |

## Stedenbanden
- Bogota (Colombia)
- Buenos Aires (Argentinië)
- Córdoba (Argentinië)
- La Plata (Argentinië)
- Rosario (Argentinië)
- Coroico (Bolivia)
- Santa Cruz (Bolivia)
- Cádiz (Spanje)
- Madrid (Spanje)
- Barcelona (Spanje)
- Parijs (Frankrijk)
- Montevideo (Verenigde Staten)
- Quebec (Canada)
- Qingdao (China)
- Shenzen (China)
- Sint-Petersburg (Rusland)